# Karol (książę Luksemburga ur. 2020)
Karol z Luksemburga (Charles Jean Philippe Joseph Maria Guillaume, ur. 10 maja 2020 w Luksemburgu) – książę Luksemburga z dynastii Burbon-Parmeńskiej, syn Wilhelma, dziedzicznego wielkiego księcia Luksemburga i jego małżonki, Stefanii, dziedzicznej wielkiej księżnej Luksemburga, wnuk Henryka, wielkiego księcia Luksemburga; zajmuje drugie miejsce w linii sukcesji luksemburskiego tronu.

## Rodzina i edukacja
6 grudnia 2019 marszałek dworu luksemburskiego poinformował, że po ponad siedmiu latach małżeństwa książę Wilhelm i księżna Stefania spodziewają się narodzin swojego pierwszego dziecka i przyszłego następcy tronu.
Książę Karol urodził się 10 maja 2020 o godzinie 5:13 w Grand Duchess Charlotte Maternity Hospital w Luksemburgu.
Jego rodzicami są Wilhelm, dziedziczny wielki książę Luksemburga, następca tronu i jego żona, Stefania, belgijska arystokratka, pochodząca z rodziny hrabiów de Lannoy.
Jego dziadkami są ze strony ojca Henryk, wielki książę Luksemburga, władający państwem od 2000 roku i jego żona, Maria Teresa, mająca kubańskie pochodzenie; natomiast ze strony matki hrabia Filip de Lannoy (zm. 2019) i hrabina Alix de Lannoy (zm. 2012), arystokraci belgijscy.
Ma młodego brata, księcia Franciszka.
Otrzymał imiona: Karol (na cześć księcia Karola, zmarłego w 1977), Jan (na cześć pradziadka, wielkiego księcia Jana, zmarłego w 2019), Filip (na cześć dziadka ze strony matki), Józef (imię wspólne z ojcem), Maria (tradycyjne imię w obu rodzinach) i Wilhelm (na cześć ojca i stryja ojca).
Z okazji narodzin księcia wystrzelono w Luksemburgu dwadzieścia jeden salw armatnich i było to odstępstwo od wielowiekowej tradycji – dotychczas przyjście na świat księcia Luksemburga oznaczało wystrzelenie stu jeden salw, podczas gdy dwadzieścia jeden salw zarezerwowane było dla narodzin księżniczki. Rodzice poprosili, aby osoby chętne wsparły wszelkie luksemburskie fundacje charytatywne, działające na rzecz dzieci.
Książę przyszedł na świat w czasie trwania pandemii COVID-19, a jego wizerunek po raz pierwszy zaprezentowano 10 maja podczas telekonferencji, w czasie której książę Wilhelm przedstawił syna swoim rodzicom. 13 maja rodzina wielkoksiążęca opublikowała fotografie noworodka, zrobione na oddziale szpitalnym. Tego samego dnia księżna opuściła klinikę w towarzystwie męża i rodzina pozowała do kolejnego zdjęcia.
Został ochrzczony 19 września 2020 w opactwie benedyktynów w Clervaux w Luksemburgu, a jego rodzicami chrzestnymi zostali hrabina Gaëlle de Lannoy (siostra matki) i książę Ludwik z Luksemburga (brat ojca).
Mieszka na Zamku Fischbach w Luksemburgu.

## Członek rodziny książęcej
Książę Karol urodził się w czasie panowania w Luksemburgu swojego dziadka, wielkiego księcia Henryka. Zajął drugie miejsce w linii sukcesji luksemburskiego tronu, za ojcem. Książę ma szanse objąć w przyszłości władzę w państwie i nie może zostać wyprzedzony przez narodziny żadnego kolejnego potomka księcia Wilhelma. Od urodzenia nosi tytuł Jego Królewskiej Wysokości Księcia z Luksemburga.

## Genealogia
W linii męskiej książę Karol należy do dynastii Burbonów parmeńskich, bocznej linii Burbonów, która jest boczną linią dynastii Kapetyngów. Wśród jego przodków znajdują się m.in. wielcy książęta Luksemburga, królowie Szwecji, Danii, Belgów, Portugalii. Poprzez swojego przodka, Johana Wilhelma Friso, spokrewniony jest ze wszystkimi panującymi rodzinami królewskimi i książęcymi w Europie.
Ze strony matki jest potomkiem hrabiowskiej rodziny de Lannoy, arystokratów belgijskich. W tej linii jego przodkami są między innymi belgijscy książęta Ligne.
Rodzice księcia Karola są ze sobą spokrewnieni poprzez wspólne pochodzenie od Karola Marii Raymond, 5. księcia Arenbergu, żyjącego w latach 1721-1778.

### Przodkowie
| Osoba                                 | Rodzice                                                                           | Dziadkowie                                                                   | Pradziadkowie                                                                      |
| Książę Karol z Luksemburga (ur. 2020) | Wilhelm, dziedziczny wielki książę Luksemburga (1981–)                            | Henryk, wielki książę Luksemburga (1954-)                                    | Jan, wielki książę Luksemburga (1921-2019)                                         |
| Książę Karol z Luksemburga (ur. 2020) | Wilhelm, dziedziczny wielki książę Luksemburga (1981–)                            | Henryk, wielki książę Luksemburga (1954-)                                    | Józefina-Szarlotta, wielka księżna Luksemburga z d. księżniczka Belgii (1927-2005) |
| Książę Karol z Luksemburga (ur. 2020) | Wilhelm, dziedziczny wielki książę Luksemburga (1981–)                            | Maria Teresa, wielka księżna Luksemburga z d. Mestre y Batista-Falla (1956-) | José Antonio Mestre Alvarez (1926-1993)                                            |
| Książę Karol z Luksemburga (ur. 2020) | Wilhelm, dziedziczny wielki książę Luksemburga (1981–)                            | Maria Teresa, wielka księżna Luksemburga z d. Mestre y Batista-Falla (1956-) | María Teresa Batista Falla z d. Batista (1928-1988)                                |
| Książę Karol z Luksemburga (ur. 2020) | Stefania, dziedziczna wielka księżna Luksemburga z d. hrabianka de Lannoy (1984-) | hrabia Filip de Lannoy (1922-2019)                                           | hrabia Paweł de Lannoy (1898-1980)                                                 |
| Książę Karol z Luksemburga (ur. 2020) | Stefania, dziedziczna wielka księżna Luksemburga z d. hrabianka de Lannoy (1984-) | hrabia Filip de Lannoy (1922-2019)                                           | hrabina Maria de Lannoy z d. księżniczka Ligne (1898-1982)                         |
| Książę Karol z Luksemburga (ur. 2020) | Stefania, dziedziczna wielka księżna Luksemburga z d. hrabianka de Lannoy (1984-) | hrabina Alix de Lannoy z d. della Faille (?-2012)                            | Andrzej della Faille (1904-1968)                                                   |
| Książę Karol z Luksemburga (ur. 2020) | Stefania, dziedziczna wielka księżna Luksemburga z d. hrabianka de Lannoy (1984-) | hrabina Alix de Lannoy z d. della Faille (?-2012)                            | Agnieszka della Faille z d. Coppieteres (?)                                        |

## Tytuły
| Od           | Do    | Tytuł                                                                   |
| ------------ | ----- | ----------------------------------------------------------------------- |
| 10 maja 2020 | nadal | Jego Królewska Wysokość Książę Karol z Luksemburga, Książę Burbon-Parmy |